# Marco Airosa
 Marco Airosa , de son vrai nom Marco Ibraim de Sousa Airosa, est un footballeur international angolais né le 6 août 1984 à Luanda. Il évolue au poste de défenseur.
Airosa participe à la coupe du monde 2006 avec l'équipe d'Angola. 
Il possède 22 sélections en équipe nationale. Sa première sélection a eu lieu en 2006.

## Carrière
- 2003-2004 : Pescadores Caparica  Portugal
- 2004-2005 : FC Alverca  Portugal
- 2005-2006 : FC Barreirense  Portugal
- 2006-2007 : SC Olhanense  Portugal
- 2007-2008 : CD Fátima  Portugal
- 2008-2010 : CD Nacional  Portugal
- 2010-2011 : Desportivo das Aves  Portugal
- 2011- : AEL Limassol  Chypre[1],[2]